# Đông Phong (tên lửa)
Dongfeng-5 (đọc theo âm Hán Việt là Đông Phong-5) là loại tên lửa đạn đạo liên lục địa, được Trung Quốc chế tạo từ giữa những năm 70 dựa trên thiết kế của tên lửa đạn đạo SS-22 của Liên Xô (cũ). Lần bắn thử đầu tiên được tiến hành năm 1971. Các tên gọi khác: CSS-4, DF-5. Phiên bản tiếp theo: Dongfeng-5A

## Một số thông tin về cấu tạo và tính năng kỹ thuật

### Động cơ
Gồm 3 tầng động cơ đẩy đều dùng nhiên dùng nhiên liệu lỏng.

### Hình thể
- Dài 33 m
- Đường kính (đoạn lớn nhất): 3,4 m
- Trọng lượng toàn bộ: 183.000 kg

### Khả năng mang tải
- Dongfeng-5: 3.000 kg thuốc nổ thường hoặc 1 đầu đạn hạt nhân công suất 30.000 KT
- Dongfeng-5A: 3.200 kg thuốc nổ thường hoặc 1 dầu đạn hạt nhân có công suất 35.000 KT

### Tầm tác xạ
- Dongfeng-5: tối thiểu 10.000 km; tối đa 12.000 km
- Dongfeng-5A: tối thiểu 10.000 km; tối đa 13.000 km

### Phương thức vận hành
Các tên lửa Dongfeng-5 và 5A đều được phóng từ các bệ phóng đặt cố định trong hầm (Silo), Hiện nay, Trung Quốc có khoảng 20 hệ thống Silo dành cho các loại Dongfeng-4 và Dongfeng-5. Trước khi phóng, hệ thống đẩy phải mất từ 30 đến 60 phút để nạp nhiên liệu.

### Độ chính xác
Dongfeng-5 và Dongfeng-5A đều sử dụng hệ thống dẫn đường theo nguyên lý quán tính.
- Dongfeng-5: sai số không quá 20 km so với tâm mục tiêu dự kiến
- Dongfeng-5A: Sai số không quá 1.000 m so với tâm mục tiêu dự kiến